# Municipio de Richland (condado de Marshall, Kansas)
El municipio de Richland (en inglés: Richland Township) es un municipio ubicado en el condado de Marshall en el estado estadounidense de Kansas. En el año 2010 tenía una población de 154 habitantes y una densidad poblacional de 1,66 personas por km².

## Geografía
El municipio de Richland se encuentra ubicado en las coordenadas 39°57′25″N 96°24′22″O / 39.95694, -96.40611. Según la Oficina del Censo de los Estados Unidos, el municipio tiene una superficie total de 92.56 km², de la cual 92,31 km² corresponden a tierra firme y (0,27 %) 0,25 km² es agua.

## Demografía
Según el censo de 2010, había 154 personas residiendo en el municipio de Richland. La densidad de población era de 1,66 hab./km². De los 154 habitantes, el municipio de Richland estaba compuesto por el 98,05 % blancos y el 1,95 % eran de una mezcla de razas. Del total de la población el 0 % eran hispanos o latinos de cualquier raza.